# Kostel svaté Kunhuty (Vedrovice)
Kostel svaté Kunhuty je farní kostel v římskokatolické farnosti Vedrovice, nachází se v centru obce Vedrovice uprostřed hřbitova. Kostel je jednolodní stavba s gotickým jádrem, později byla v 19. století přestavěna. Kostel je chráněn jako kulturní památka České republiky.

## Historie
Kostel byl postaven zřejmě v druhé třetině 13. století, první písemná zmínka však pochází až z roku 1543. Dřív měl být snad hrobkou majitelů panství. Kostel měl být v 16. století přestavěn do renesanční podoby. Od 80. let 16. století do 20. let 17. století sloužil protestantské bohoslužbě. Věž pak byla ke kostelu přistavěna až v roce 1848, roku 1863 se kostel stal farním, prvním farářem byl Jan Kunstmüller, následně pak Jan Odstrčil a Jan Nitče. Po roce 1900 došlo k mnohým opravám kostela, byl kompletně rekonstruován interiér kostela, pořízeny nové varhany a pořízen nový kůr a také byl rozšířen hřbitov u kostela.